# Aeroporto de Fornebu
Fornebu foi o aeroporto internacional de Oslo – capital da Noruega – de 1939 até 1998, ano em que foi encerrado e substituído pelo novo aeroporto de Gardermoen.
Estava situado no município de Bærum. Entre 1940 e 1946, foi exclusivamente usado como aeroporto militar, tendo sido utilizado pelos ocupantes alemães durante a Segunda Guerra Mundial.